# Farní sbor Českobratrské církve evangelické v Jasenné
Farní sbor Českobratrské církve evangelické v Jasenné je farním sborem Českobratrské církve evangelické v obci Jasenná. Sbor spadá pod Východomoravský seniorát. Sbor byl založen v roce 1782 a do vzniku ČCE se hlásil k augsburskému vyznání. Sbor má kazatelskou stanici v obci Ublo (k počátku roku 2023 se zde nekonají bohoslužby).
Farářkou sboru je Lenka Freitingerová, kurátorem sboru Jiří Maliňák.

## Přehled kazatelů
- Martin Marček 1782-1810
- Jiří Hraškoczy 1810-1815
- Samuel Borovský 1815-1821
- Jan Vidovský 1822-1841
- Adam Žambokréty 1841-1857
- Ludvík Žambokréty 1849-1857
- Gustav Jan Winkler 1858-1865
- Pavel Hajnóczy 1865-1893
- Jan Češek 1865-1870
- Otmar Hrejsa 1898-1939
- Jaromír Kryštůfek 1914-1916
- Bohuslav Burian 1916-1921
- Josef Matějka 1921-1922
- Hugo Krause 1923-1924
- Jiří Šimůnek 1924-1926
- Josef Francouz 1928-1935
- František Varcl 1935-1936
- Gustav A. Říčan 1936-1937
- Jaroslav Dokoupil 1937-1939
- František Budzinski 1939-1945
- Jaroslav Vanča 1945-1968
- Pavel Fojtů 1968-1974
- Čeněk Šimonovský 1975-1992
- Otakar Mikoláš 1993-1998
- Pavel Fojtů 1998-2003
- Radmila Včelná 2003–2016
- Lenka Freitingerová 2021–